# L'Anatomie du conscrit
Pour plus de détails, voir Fiche technique et Distribution.
L'Anatomie du conscrit est une phonoscène réalisée par Alice Guy en 1905.

## Synopsis
Enregistrement d'un succès de Polin : L'Anatomie du conscrit, chanson de style comique troupier d'Eugène Rimbault et Émile Spencer.

## Analyse
Il s'agit d'une des treize phonoscènes enregistrées par Polin pour le Chronophone Gaumont.

Polin entre en scène, salue le public, chante puis salue à nouveau le public avant de quitter la scène, exactement comme si l'on était au Café-concert. 

## Fiche technique
- Titre : L'Anatomie du conscrit
- Réalisation : Alice Guy
- Société de production : Société L. Gaumont et compagnie
- Pays de production :  France
- Genre : Film musical
- Durée : 3 minutes
- Dates de sortie : 1905
- Licence : Domaine public

## Distribution
- Polin

## Autour du film
Le rideau de scène devant lequel chante Polin est orné du « G » à la marguerite de la société Gaumont.